# Mahmudavar
Mahmudavar è un comune dell'Azerbaigian situato nel distretto di Masallı. Conta una popolazione di 4 530 abitanti.